# خوسه ماریا بلائوستره
خوسه ماریا بلائوستره (اسپانیایی: José María Belauste‎; ۱۵ مهٔ ۱۸۸۹ – ۹ آوریل ۱۹۶۴) بازیکن فوتبال اهل اسپانیا بود.
از باشگاه‌هایی که در آن بازی کرده‌است می‌توان به باشگاه فوتبال اتلتیک بیلبائو اشاره کرد.
وی همچنین در تیم ملی فوتبال اسپانیا بازی کرده‌است.